# Ли Шэнлинь
Ли Шэнли́нь (род. 13 ноября 1946, Наньтун, пров. Цзянсу) — китайский политик, нынешний председатель финансово-экономической комиссии ВСНП (с марта 2013 года), министр коммуникаций КНР (2005—2012), мэр Тяньцзиня (1998—2002), член ЦК КПК (1997—2012).
Член КПК с июня 1973 года, член ЦК КПК 15, 16, 17 созывов. Депутат ВСНП.

## Биография
По национальности ханец.
Окончил Чжэцзянский колледж сельскохозяйственной механизации (1970).
В 1970-76 годах работал на Тяньцзиньском тракторном заводе — цеховой планировщик, служащий; там же на комсомольской работе — заместитель главы, глава цехкома; там же на партработе — глава цехкома.
Заместитель первых руководителей компаний «Тяньцзиньская химтехника» (1976—79) и «Тяньцзиньский тракторпром» (1979—1980).
Затем на работе в мэрии Тяньцзиня: в 1980—83 годах директор планового отдела, в 1983-86 годах заместитель ответсекретаря мэрии, в 1986—88 годах директор и замглавы парторга бюро текстильной промышленности, в 1988—91 годах директор и замглавы парторга Тяньцзиньского планового комитета.
С октября 1991 года вице-мэр, с мая 1998 года по дек. 2002 года мэр Тяньцзиня и с мая 1993 года замглавы горкома КПК.
В 2002—2003 годах зампред Госкомитета по делам экономики и торговли.
С мая 2003 года по декабрь 2005 года зампред Нацкомитета по развитию и реформе.
С декабря 2005 по июль 2012 года министр транспорта КНР и с марта 2008 года парторг министерства.
С марта 2013 года председатель финансово-экономической комиссии ВСНП 12-го созыва.
Дважды попадал в топ-100 Lloyd's List: в 2010 году возглавил его, в 2011 году — занял 2-е место.

## Награды
- Командор ордена Заслуг перед Республикой Польша (8 декабря 2011 года, Польша)[11].